# 戦争と平和 (ピカソ)
『戦争と平和』 （せんそうとへいわ、仏：La Guerre et la Paix） は、画家パブロ・ピカソが描いた絵画作品。1952年制作。フランス南部の町ヴァロリスにあるピカソ美術館蔵。

## 概要
『戦争と平和』は、画家パブロ・ピカソが、1948年から1955年まで南フランスのカンヌ近郊にある町ヴァロリスに滞在していた時代に制作した巨大な壁画である。1951年、ピカソ70歳の誕生日を祝福した町の人々に応えて、翌1952年に完成させた 。
『戦争と平和』は、『戦争』（La Guerre ）と『平和』（La Paix ）という二つの絵を組み合わせた作品である。二つの絵は、ヴァロリスのピカソ美術館内にある礼拝堂の壁面とアーチ状に曲面を描く天井の全面を使用し、向かい合わせに配置されている。礼拝堂の正面から向かって左側が『戦争』、右側は『平和』となっている 。二つの絵は、それぞれ高さ4.7メートル、幅10.2メートルに及び、非常に大きい 。
『戦争』は黒や灰色を基調とし、暗い印象を受ける。絵の中央には、黒い馬に引かれた戦車が描かれ、戦車を駆る人物は赤い血糊の付いた剣を握り締めている。黒い馬は、斧や槍、剣を振るう黒い人影を背景に、燃え盛る書物を踏みにじっている。絵の左側には、平和の象徴である白いハトが彫られた盾を持つ人物が描かれ、戦車の行く手に立ちはだかっている。『戦争』とは反対に、『平和』は白を基調としている。絵の中央には、白いペガサスが描かれ、『戦争』の黒い馬とは対照的である。光り輝く太陽のもとで、子を育て、踊り、生を謳歌する人々の姿が描かれている。